# Viratnagar
Viratnagar là một thành phố và khu đô thị của quận Jaipur thuộc bang Rajasthan, Ấn Độ.

## Nhân khẩu
Theo điều tra dân số năm 2001 của Ấn Độ, Viratnagar có dân số 17.237 người. Phái nam chiếm 53% tổng số dân và phái nữ chiếm 47%. Viratnagar có tỷ lệ 50% biết đọc biết viết, thấp hơn tỷ lệ trung bình toàn quốc là 59,5%: tỷ lệ cho phái nam là 65%, và tỷ lệ cho phái nữ là 34%. Tại Viratnagar, 20% dân số nhỏ hơn 6 tuổi.